# Make Me Stay a Bit Longer
Make Me Stay a Bit Longer è una canzone della rock band Status Quo pubblicata come 45 giri nel gennaio del 1969.

## La canzone
Il brano è scritto dai due chitarristi Francis Rossi/Rick Parfitt e si inserisce nel filone di quel rock psichedelico che ha portato alcuni singoli della band ai vertici delle classifiche planetarie nel 1968.
Pubblicato solo come singolo, il pezzo non riesce ad ottenere i consensi commerciali sperati.
La canzone è oggi rinvenibile in qualità di bonus track nella ristampa del primo album della band, Picturesque Matchstickable Messages from the Status Quo.

## Tracce
1. Make Me Stay a Bit Longer - 2:53 - (Rossi/Parfitt)
2. Auntie Nellie - 3:17 - (Lancaster)

## Formazione
- Francis Rossi (chitarra solista, voce)
- Rick Parfitt (chitarra ritmica, voce)
- Alan Lancaster (basso, voce)
- Roy Lynes (organo, pianoforte)
- John Coghlan (percussioni)